# RN-063
RN-063, a Rota do Sol, é uma importante avenida e rodovia do estado do Rio Grande do Norte, no Brasil.
Começa em Jiqui, sub-bairro de Neópolis, na avenida Engenheiro Roberto Freire, na Zona Sul de Natal, passando pelas praias de Pium, Cotovelo, Pirangi, Búzios, Tabatinga, Camurupim e Barreta, além de vários outros municípios do estado, tais como Ponta Negra, Pirangi do Norte, Pirangi do Sul, Barra de Tabatinga, Camurupim, Porto, Nísia Floresta e Parnamirim ligando várias praias do estado, e terminando na ligação com a BR-101, em São José de Mipibú.
Na Rota do Sol está o estádio Frasqueirão e a Barreira do Inferno. Possui interseção com a Via Costeira.